# Općina Mirna Peč
Općina Mirna Peč (slo.: Občina Mirna Peč) je općina u južnoj Sloveniji u pokrajini Dolenjskoj i statističkoj regiji Jugoistočna Slovenija. Središte općine je naselje Mirna Peč s 864 stanovnika. 

## Zemljopis
Općina Mirna Peč nalazi se u južnom dijelu države, u pokrajini Dolenjskoj. Općina je brdsko planinskog karaktera i s osobinama krša. Opčinu čine tri manja kraška polja s okolnim visovima.
U općini vlada umjereno kontinentalna klima. Najznačajniji vodotok je rječica ponornica Temenica.

## Naselja u općini
Biška vas, Čemše, Dolenja vas pri Mirni Peči, Dolenji Globodol, Dolenji Podboršt, Globočdol, Golobinjek, Gorenji Globodol, Gorenji Podboršt, Goriška vas, Grč Vrh, Hmeljčič, Hrastje pri Mirni Peči, Jablan, Jelše, Jordankal, Malenska vas, Mali Kal, Mali Vrh, Mirna Peč, Orkljevec, Poljane pri Mirni Peči, Selo pri Zagorici, Srednji Globodol, Šentjurij na Dolenjskem, Veliki Kal, Vrhovo pri Mirni Peči, Vrhpeč.

## Vanjske poveznice
- Službena stranica općine